# Muelle de Santa Mónica
El Muelle de Santa Mónica (en inglés: Santa Monica Pier) es un gran muelle situado al pie de la Colorado Avenue en Santa Mónica (California, Estados Unidos). Contiene un pequeño parque de atracciones, puestos de comida y zonas para contemplar las vistas y pescar. El muelle forma parte del área recreativa nacional de la sierra de Santa Mónica.

## Atracciones

### Pacific Park
En el muelle se encuentra el Pacific Park, un parque de atracciones familiar con una noria con paneles solares. La noria, iluminada intensamente por la noche, puede ser vista desde una gran distancia y se ha apagado durante la Hora del Planeta.

### Otras atracciones
El muelle también alberga un carrusel original de la década de 1920 en el hipódromo, el Acuario del Muelle de Santa Mónica, tiendas, artistas callejeros, un salón recreativo, una escuela de trapecistas, pubs y restaurantes. Su extremo oeste es una ubicación popular para los pescadores. Asimismo, en el muelle se realizan conciertos al aire libre, proyecciones de películas y otras actividades lúdicas y culturales.

## Historia

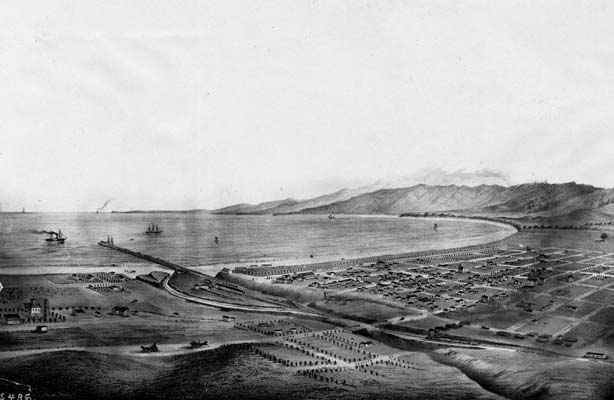
Un boceto de Santa Mónica y el muelle en 1875.

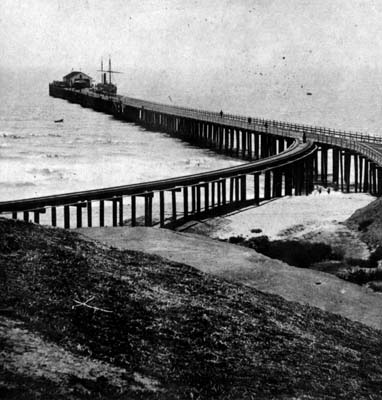
Un precursor del Muelle de Santa Mónica en 1877.

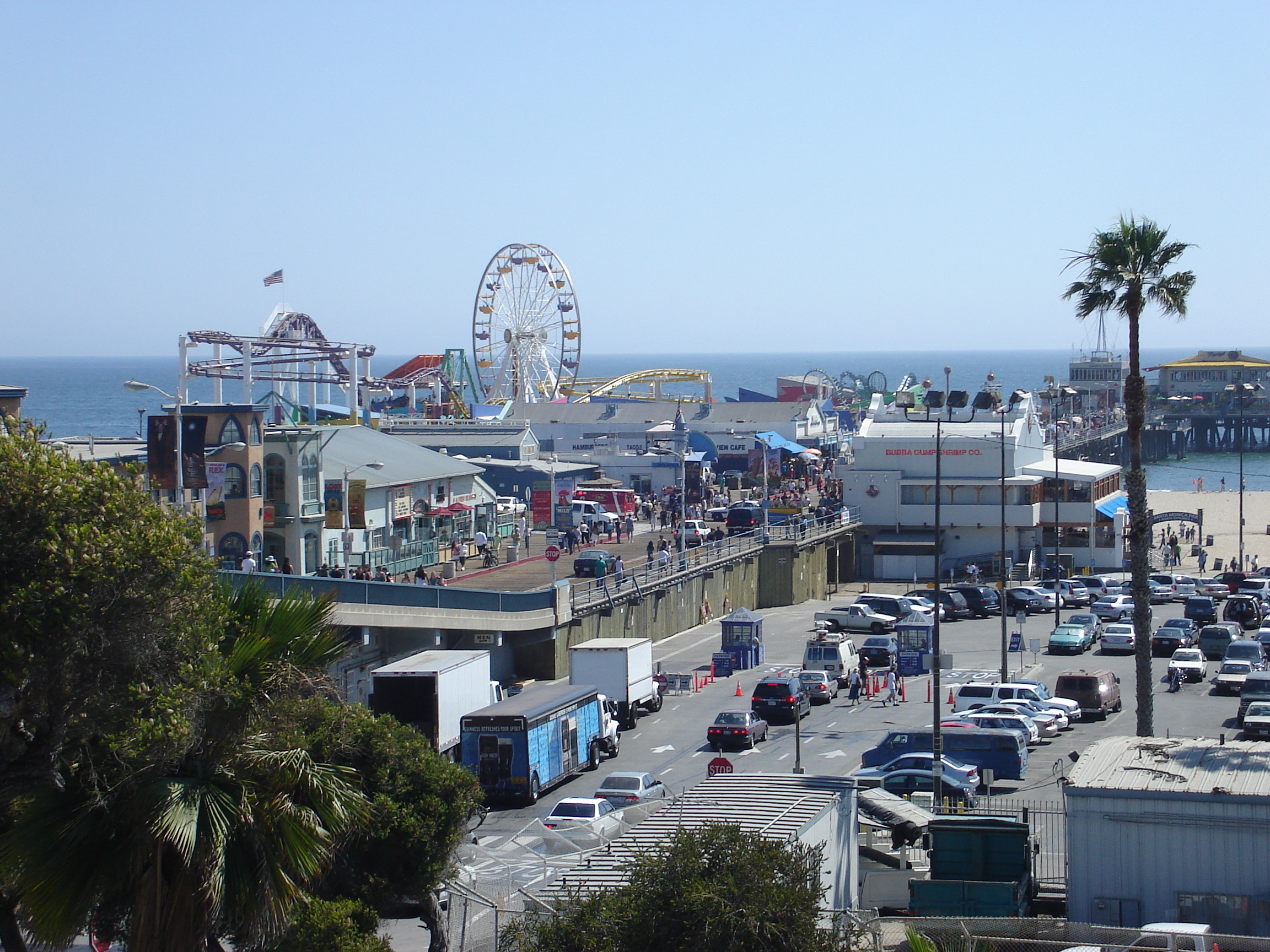
El muelle, con el Pacific Park a la izquierda, en 2006.

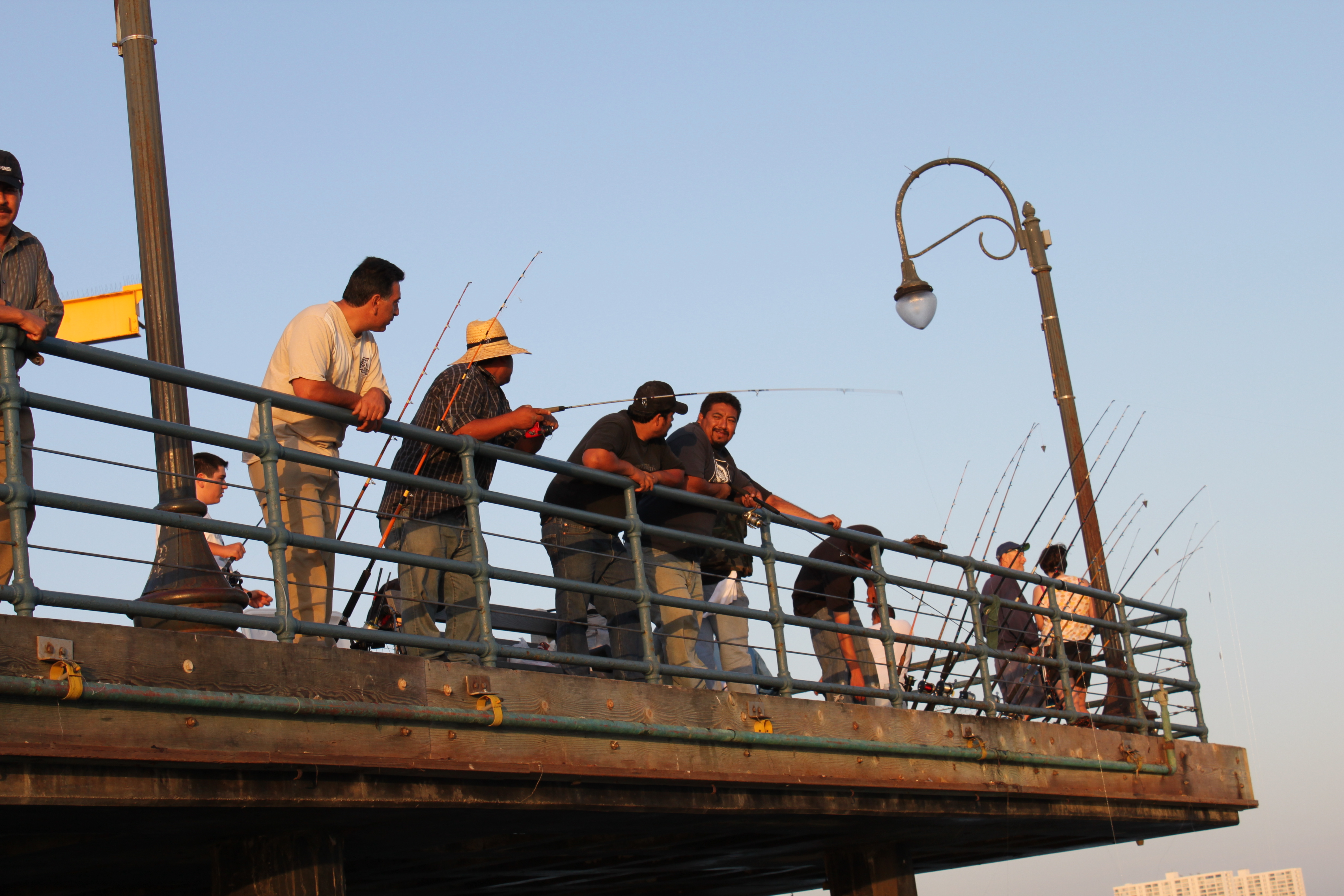
Pescadores en el Muelle de Santa Mónica en 2009.

Santa Mónica ha tenido varios muelles; sin embargo, el actual Muelle de Santa Mónica está compuesto por dos muelles contiguos que originalmente tuvieron propietarios diferentes. El Municipal Pier (Muelle Municipal), largo y estrecho, fue inaugurado el 9 de septiembre de 1909 con la finalidad principal de llevar las tuberías del alcantarillado más allá de las rompientes, y no tenía atracciones. Adyacente al sur, el Pleasure Pier (Muelle de Recreo), también conocido como Newcomb Pier (Muelle Newcomb), corto y ancho, fue construido en 1916 por Charles I. D. Looff y su hijo Arthur, pioneros de los parques de atracciones. Las atracciones del Pleasure Pier incluirían el Hipódromo Looff (incluido en el Registro Nacional de Lugares Históricos), la montaña rusa de madera Blue Streak Racer (que fue trasladada aquí desde el parque de atracciones abandonado Wonderland de San Diego), The Whip, el carrusel (situado actualmente dentro del hipódromo), órganos Wurlitzer y una casa de la risa.
La Philadelphia Toboggan Company fabricó el carrusel, numerado PTC #62, en 1922. Consta de cuarenta y cuatro caballos tallados a mano y fue reconstruido en 1990 dentro del hipódromo. Un calíope proporciona acompañamiento musical.
El 23 de julio de 1924 se inauguró el La Monica Ballroom. Diseñada por T. S. Eslick con una fachada de estilo neocolonial español y un interior de estilo renacentista francés, era la sala de baile más grande de la costa oeste, con capacidad para hasta cinco mil bailarines en su suelo de arce duro de 1400 m². La estrella de la música country Spade Cooley empezó a emitir su programa semanal de televisión desde esta sala en 1948, donde permanecería hasta 1954. En el verano de 1955, abrió su puertas la Hollywood Autocade en el La Monica Ballroom con cien automóviles famosos y poco comunes, como el Maxwell de Jack Benny y un Rumpler Tropfenwagen. Entre 1955 y 1962, la sala fue utilizada como pista de patinaje sobre ruedas, primero con el nombre de Skater's Ballroom y posteriormente como Santa Monica Roller Rink, donde el club de patinaje de velocidad ganó muchos campeonatos estatales y regionales y el posterior campeón de patinaje de velocidad Ronnie Rains se convirtió en una estrella del roller derby. El operador de la pista era Jack Goodrich, una antigua estrella del vodevil y el cine mudo. El La Monica Ballroom fue demolido en 1963 como consecuencia de que la familia Newcomb había esperado demasiado tiempo para emprender reparaciones.
El Pleasure Pier prosperó durante la década de 1920, pero decayó durante la Gran Depresión. En la década de 1930, la mayoría de sus instalaciones cerraron y las atracciones fueron vendidas. En 1934 se construyó un rompeolas que proporcionó puntos de amarre para cien embarcaciones de pesca y de recreo cerca del muelle. El puente y la puerta de entrada al Muelle de Santa Mónica fueron construidos en 1938 por la Works Progress Administration, sustituyendo a la antigua conexión al nivel del suelo.
El Newcomb Pier fue de propiedad privada hasta que en 1974 fue comprado por el Ayuntamiento de Santa Mónica. En las décadas de 1960 y 1970, se propusieron varios proyectos que habrían implicado la retirada del muelle. El más ambicioso contemplaba la construcción de una isla artificial con un hotel de mil quinientas habitaciones. Fue aprobado por el Ayuntamiento, pero los ciudadanos formaron la asociación Save Santa Monica Bay para luchar por la conservación del muelle y, finalmente, su orden de demolición fue revocada por el Ayuntamiento en 1973. En ese mismo año, el carrusel y el hipódromo fueron escenarios de rodaje de la película El golpe.
Las tormentas arrasaron el rompeolas protector en 1982. Durante las tormentas de principios de 1983, el muelle experimentó una pérdida significativa. El 27 de enero, se produjo un mar de fondo de 3 metros de altura durante una tormenta invernal. Cuando pasó la tormenta, la cubierta inferior del muelle estaba destruida. El Ayuntamiento de Santa Mónica inició las reparaciones el 1 de marzo de 1983, cuando llegó otra tormenta, que arrastró al agua una grúa que estaba siendo utilizada para reparar el extremo oeste del muelle e hizo que actuara como un ariete contra los pilotes. Más de un tercio del muelle quedó destruido.
El 25 de mayo de 1996, se inauguró en el Muelle de Santa Mónica su atracción más reciente, el Pacific Park, que fue la primera atracción nueva desde la década de 1930. Su construcción empezó el 2 de diciembre de 1994 y se completó en febrero de 1996.
El 18 de junio de 2009, la Oficina de Evaluación de Peligros para la Salud Ambiental de California emitió un aviso de alimentación segura para cualquier pez capturado desde el Muelle de Santa Mónica hasta el puerto de Ventura debido a los elevados niveles de mercurio y BPC.
El 9 de octubre de 2023, parte del muelle fue evacuada de manera forzosa después de que un hombre que afirmaba tener una bomba escalara la noria del Pacific Park. Posteriormente fue arrestado.

## Gestión

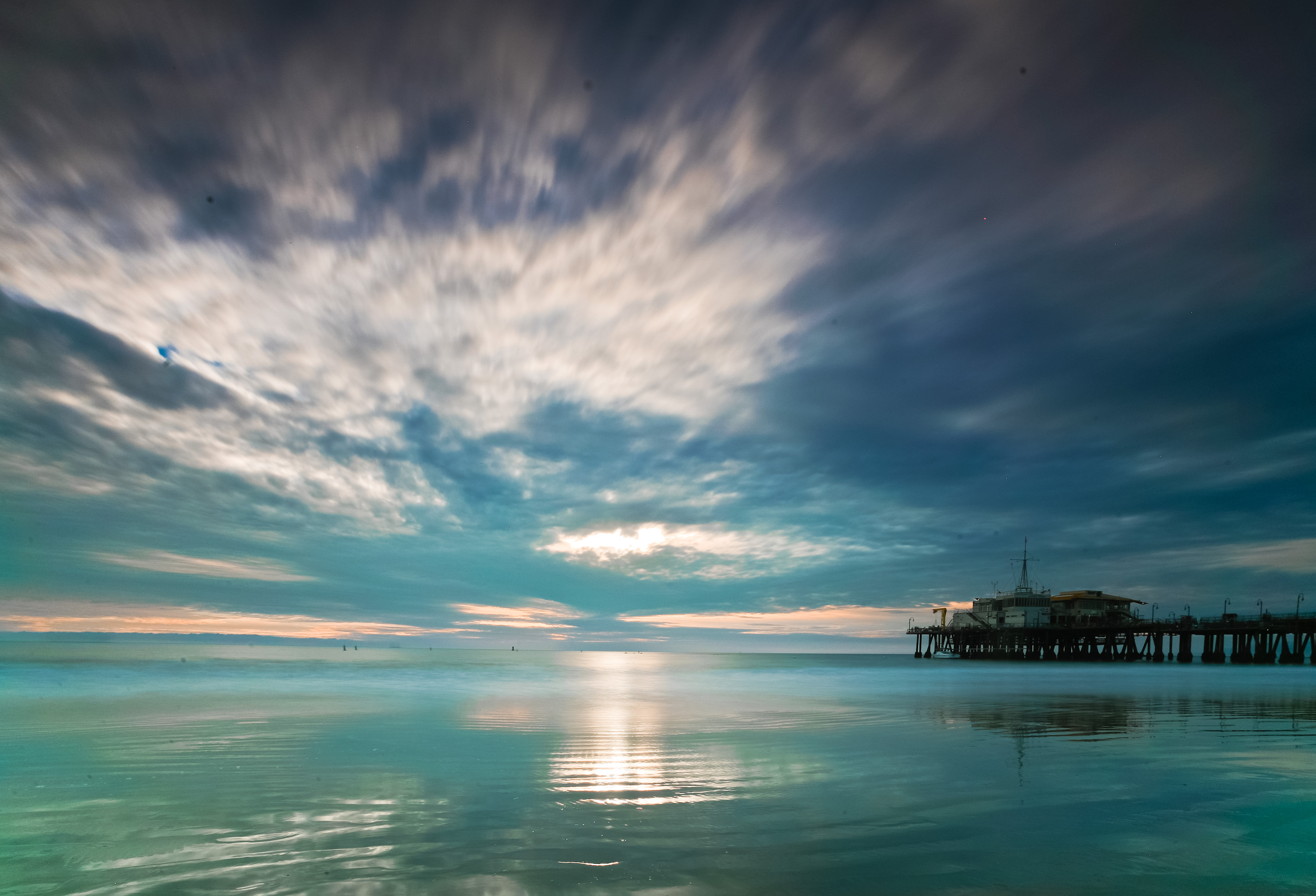
El Muelle de Santa Mónica al atardecer en 2010.

El Ayuntamiento de Santa Mónica creó una organización sin ánimo de lucro en respuesta a los daños sufridos por el muelle en 1983 y la llamó Santa Monica Pier Restoration Corporation (SMPRC). La SMPRC tiene su sede en la segunda planta del hipódromo, en antiguos apartamentos que se han transformado en oficinas, y lleva a cabo las operaciones diarias del Muelle de Santa Mónica, como gestionar los eventos, rodajes, promociones, inquilinos y artistas callejeros. La SMPRC ha producido la carrera de paddleboard del Muelle de Santa Mónica y la serie de conciertos de verano Twilight. En 2011, la SMPRC cambió su nombre por el de Santa Monica Pier Corporation (SMPC).

## En la cultura popular

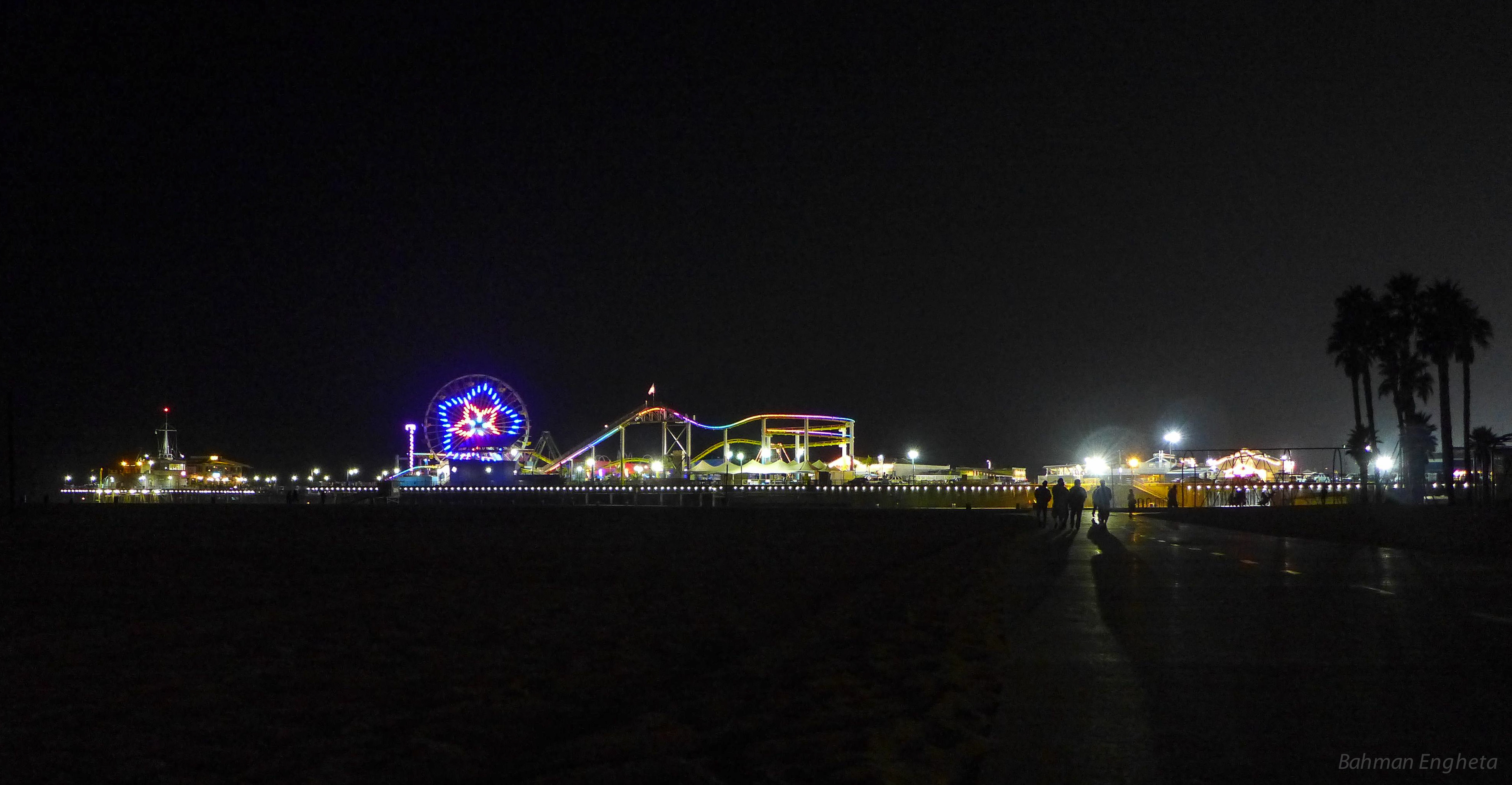
Vista nocturna del muelle y el Pacific Park desde la playa de Santa Mónica en 2012.

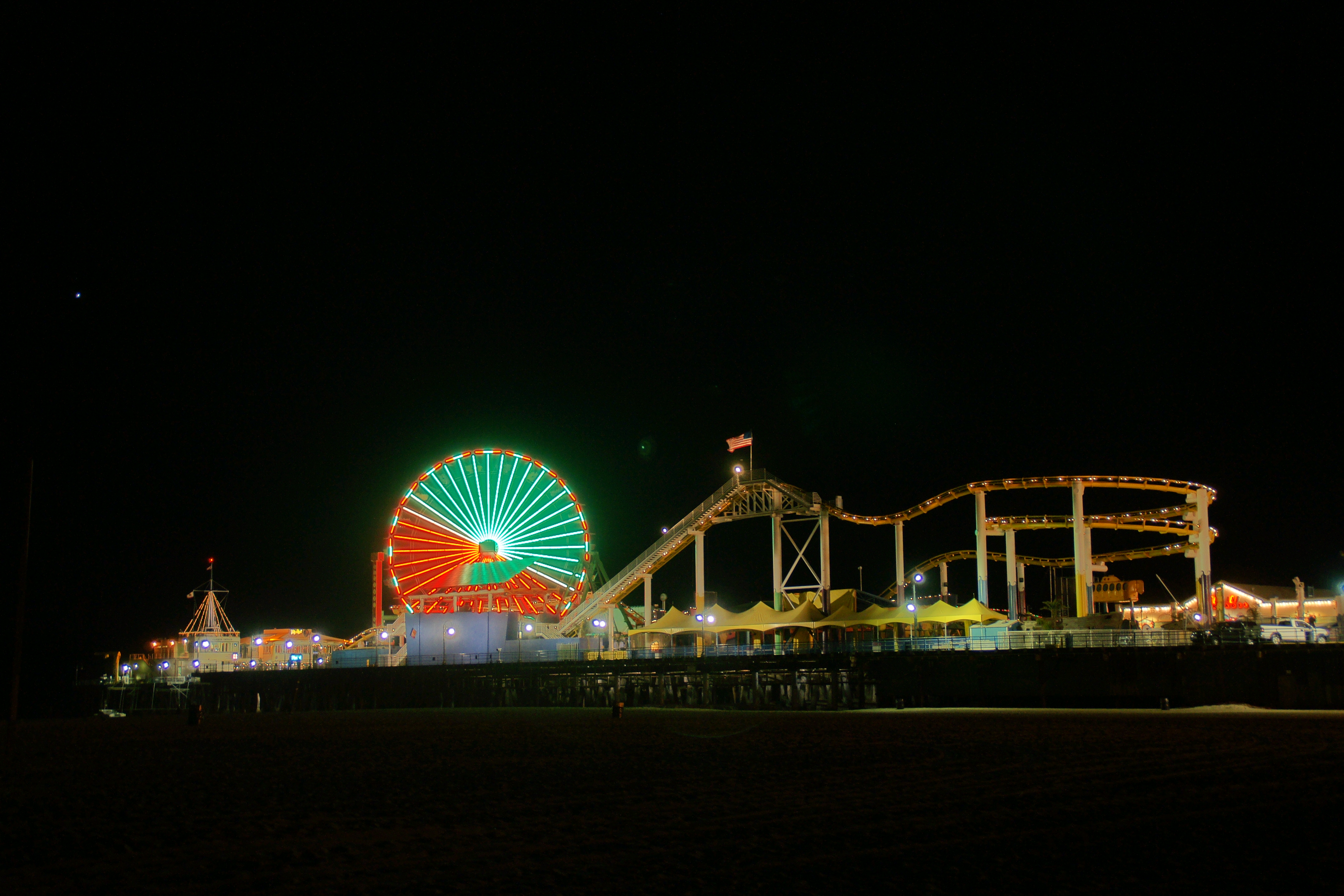
La noria y la montaña rusa iluminadas por la noche en 2009.

### Libros
En la popular serie de libros Cazadores de sombras: Renacimiento de Cassandra Clare, el ficticio Los Angeles Institute tiene vistas del Muelle de Santa Mónica y la mayor parte de la trama principal se desarrolla en sus alrededores.

### Canciones
- When Veronica Plays the Harmonica (On the Pier at Santa Monica) de Kay Kyser's Campus Cowboys (1946)
- Santa Monica Pier de Noel Harrison (1968)
- Strange World de The Beach Boys (2012)
- Curious de Hayley Kiyoko (2018)

### Películas

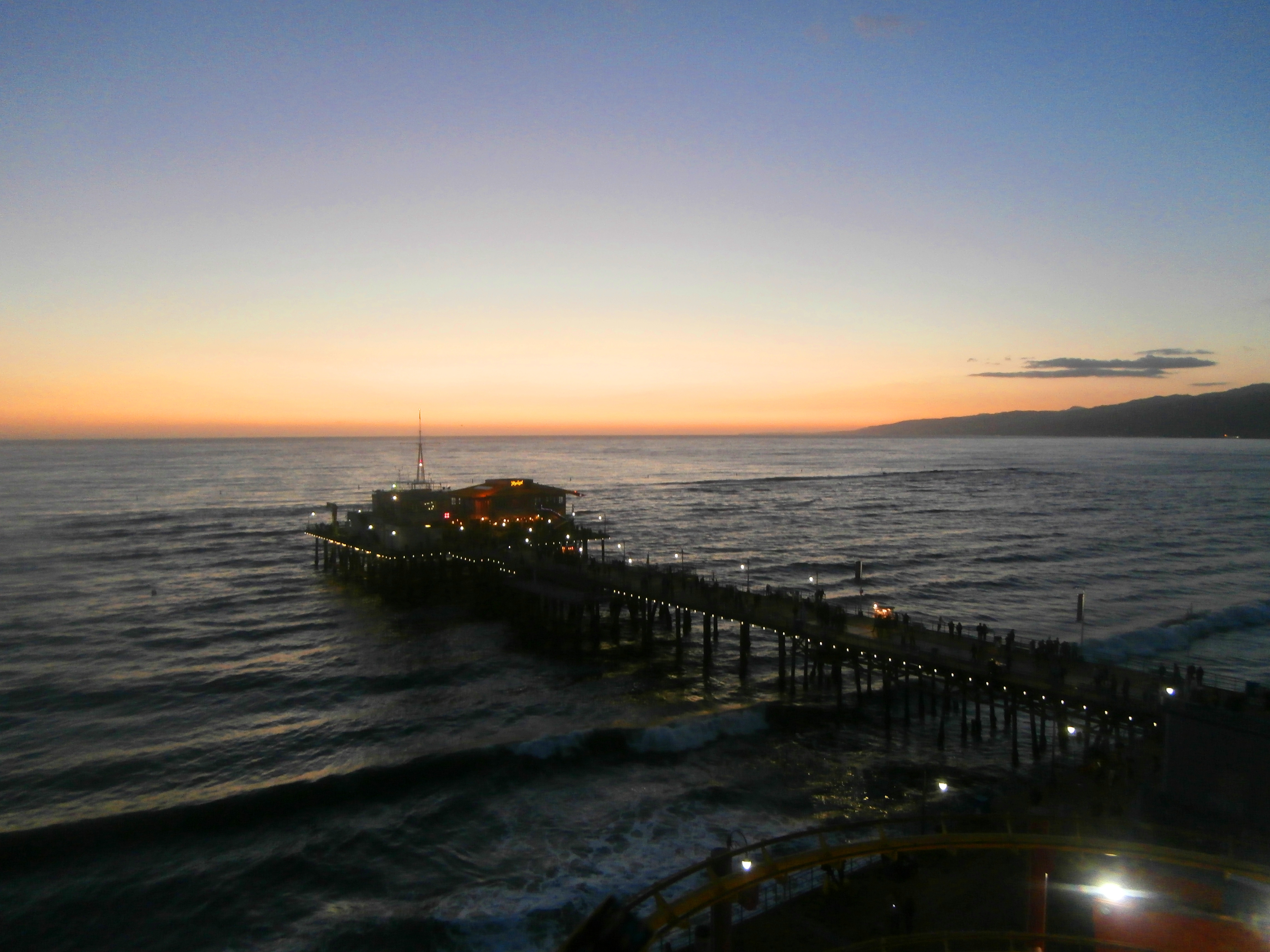
Vista del Municipal Pier desde la noria en 2013.

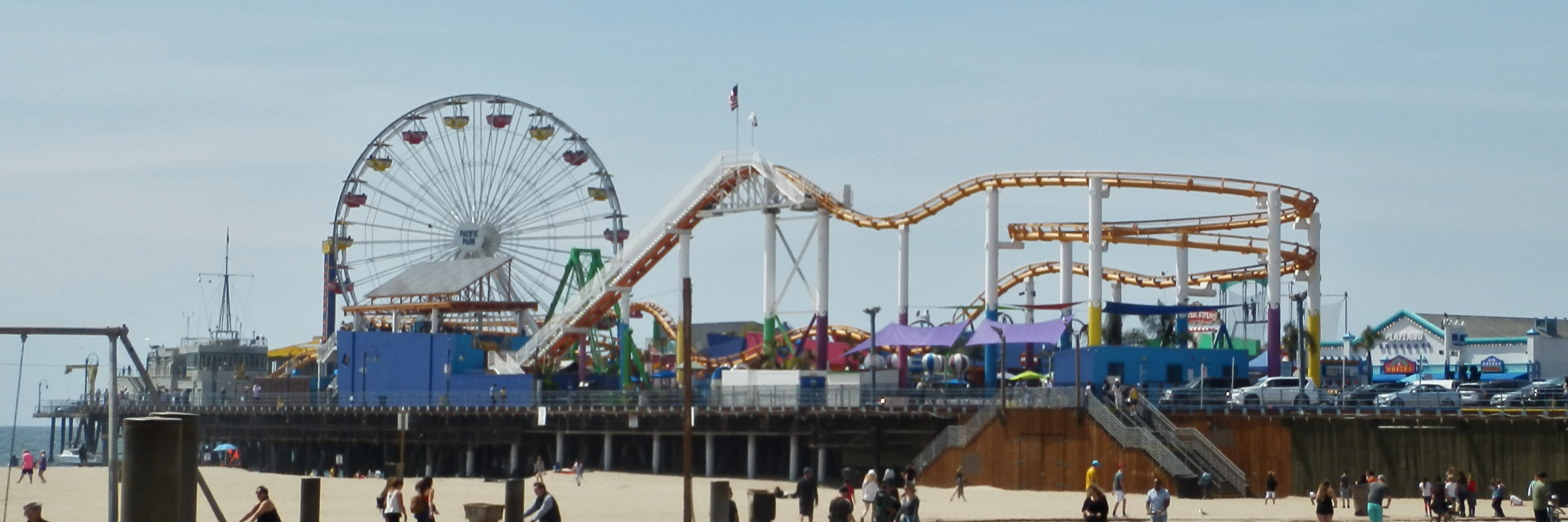
El muelle en 2018.

El Muelle de Santa Mónica ha sido utilizado como localización de rodaje durante muchas décadas. Las atracciones del muelle, tal y como existían en la década de 1930, pueden verse en el cortometraje Fish Hooky de Our Gang (1933). También aparece de forma destacada en Tillie's Punctured Romance (1914), Quicksand (1950), Elmer Gantry (1960), 1941 (1979), Lo opuesto al sexo (1998), They Shoot Horses, Don't They? (1969), Marea nocturna (1961), Bean (1997), El golpe (1973), Adiós, muñeca (1975) con Robert Mitchum, La era del rock (2012), Her (2013), A Night at the Roxbury (1998), Mighty Joe Young (1998), Miracle Beach, Forrest Gump (hay un restaurante de la Bubba Gump Shrimp Company en el muelle), Not Another Teen Movie, Iron Man, Desperate Teenage Lovedolls, Dark Ride, Cellular, The Hottie and the Nottie, Un día de furia, Ruthless People (la escena final de la película está ambientada en el muelle), Love Stinks, Hancock, The Happytime Murders, Sharknado, la comedia romántica independiente She Wants Me y Hannah Montana: la película (en la escena de la fiesta de cumpleaños de Lilly). Durante el terremoto de la película 2012, el muelle puede verse hundiéndose entre las olas. El Muelle de Santa Mónica aparece al principio de la película de Natalie Wood Inside Daisy Clover (1965). Música y lágrimas, protagonizada por James Stewart, tiene una secuencia al inicio en la que su personaje acude al La Monica Ballroom para una audición. Asimismo, el muelle aparece en la película Pacific Rim: Uprising (2018), protagonizada por John Boyega, en la que un ataque extraterrestre destruye el muelle, así como toda la ciudad. Por último, en Titanic (1997), Jack Dawson menciona el muelle, que habría tenido solo tres años de antigüedad en 1912, cuando se hundió el barco.

### Televisión

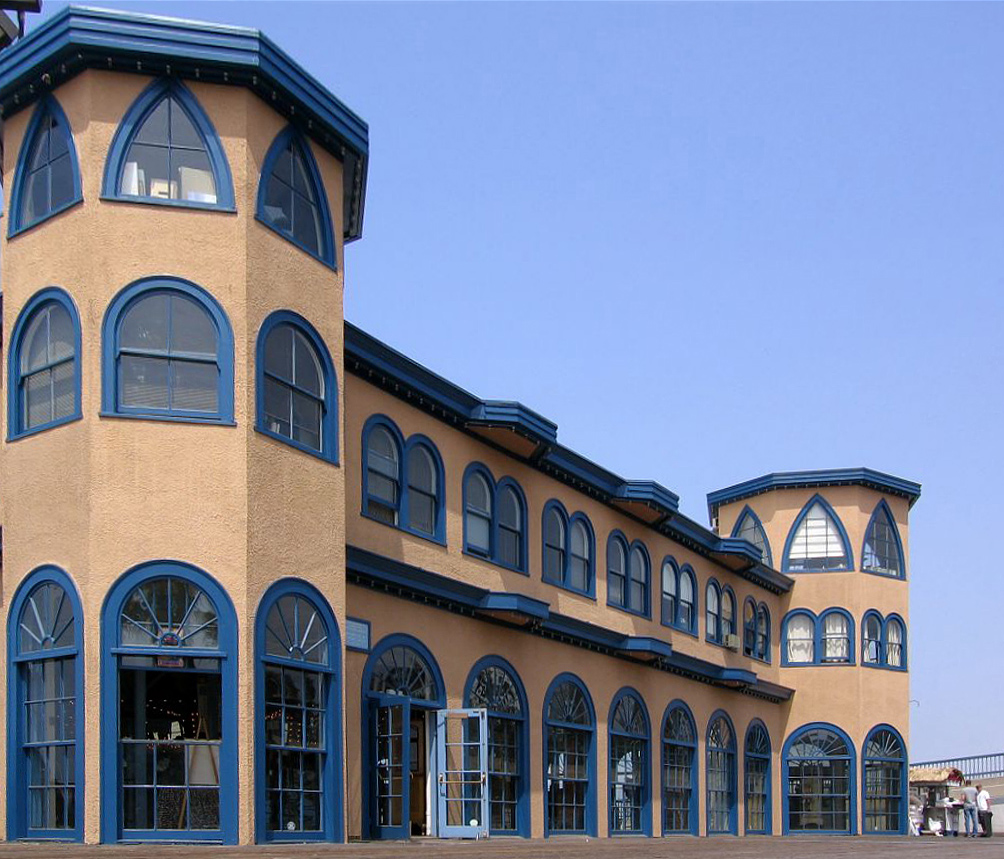
El Hipódromo Looff del muelle.

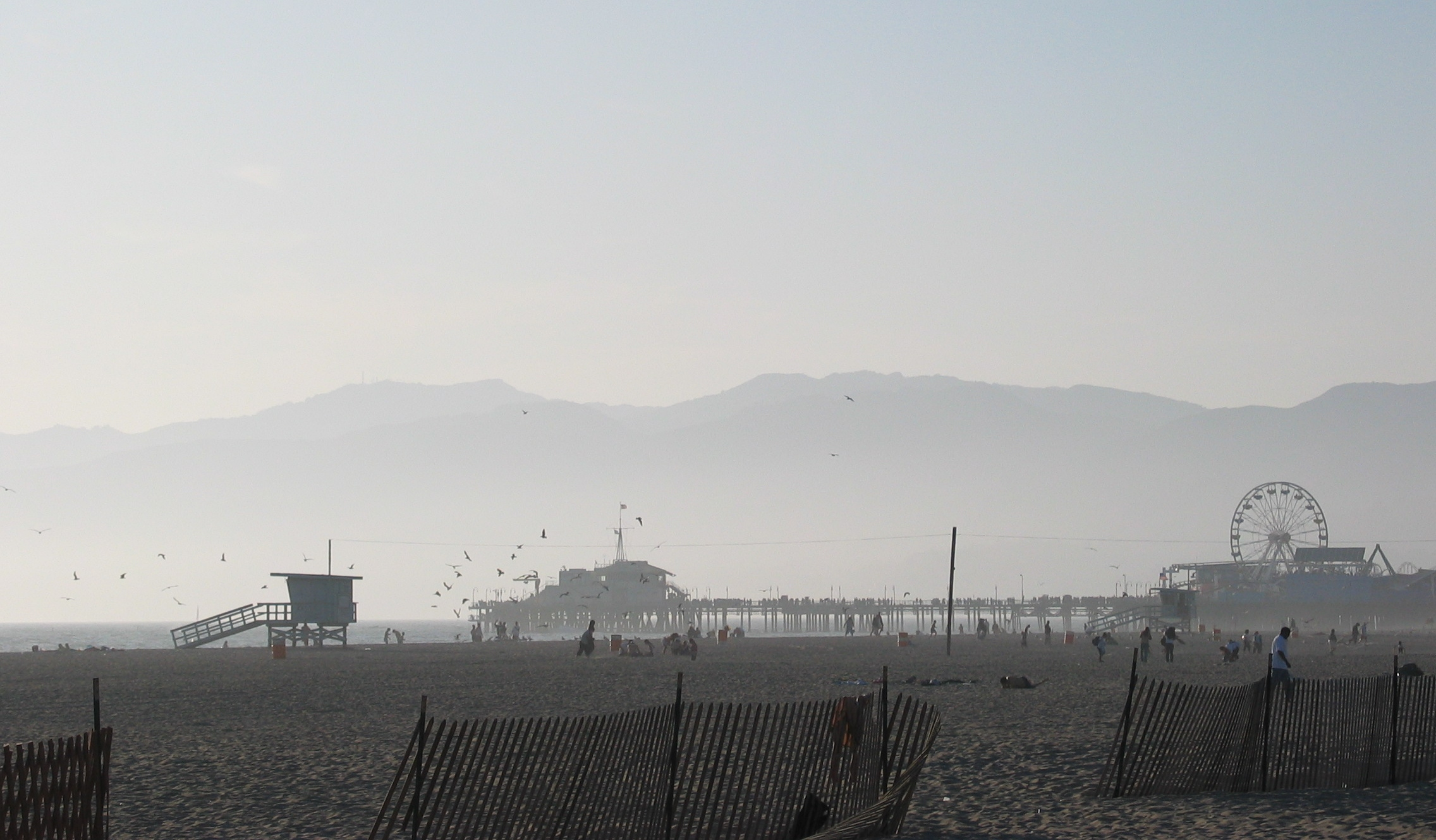
La playa y el Muelle de Santa Mónica desde Venice en 2004.

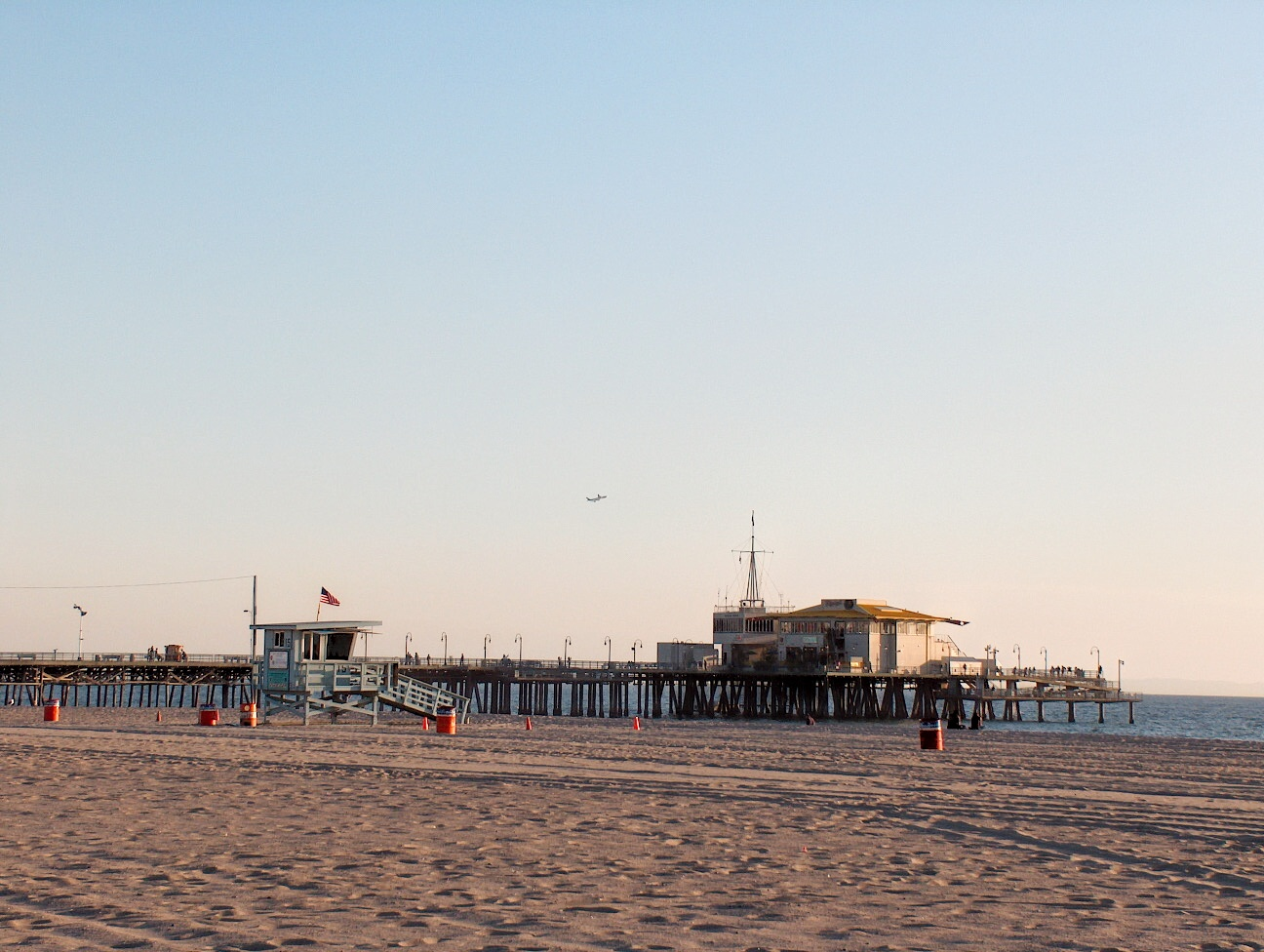
El Muelle de Santa Mónica en 2006.

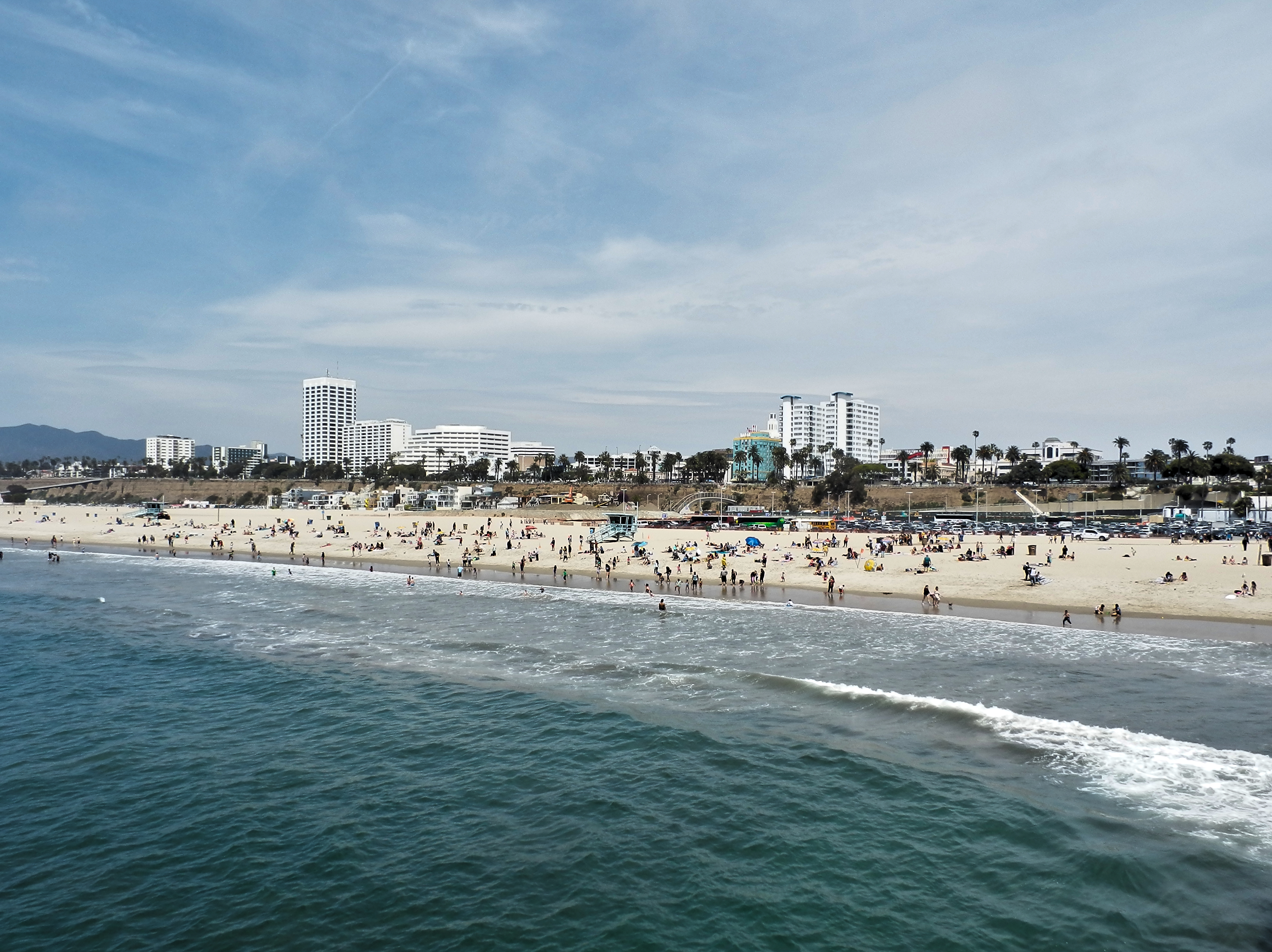
Vista de Santa Mónica desde el muelle.

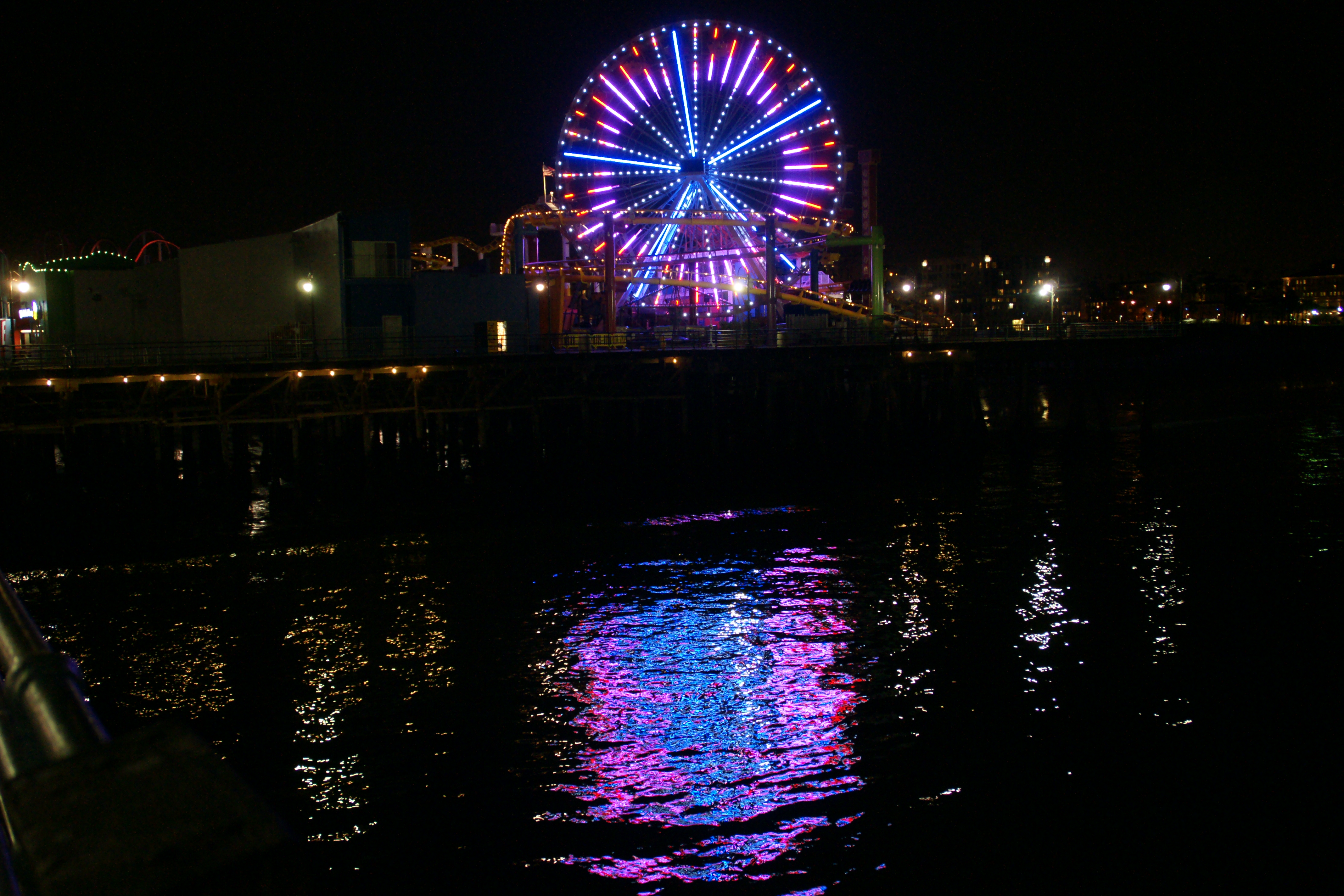
El espectáculo nocturno de luces de la noria en 2009.

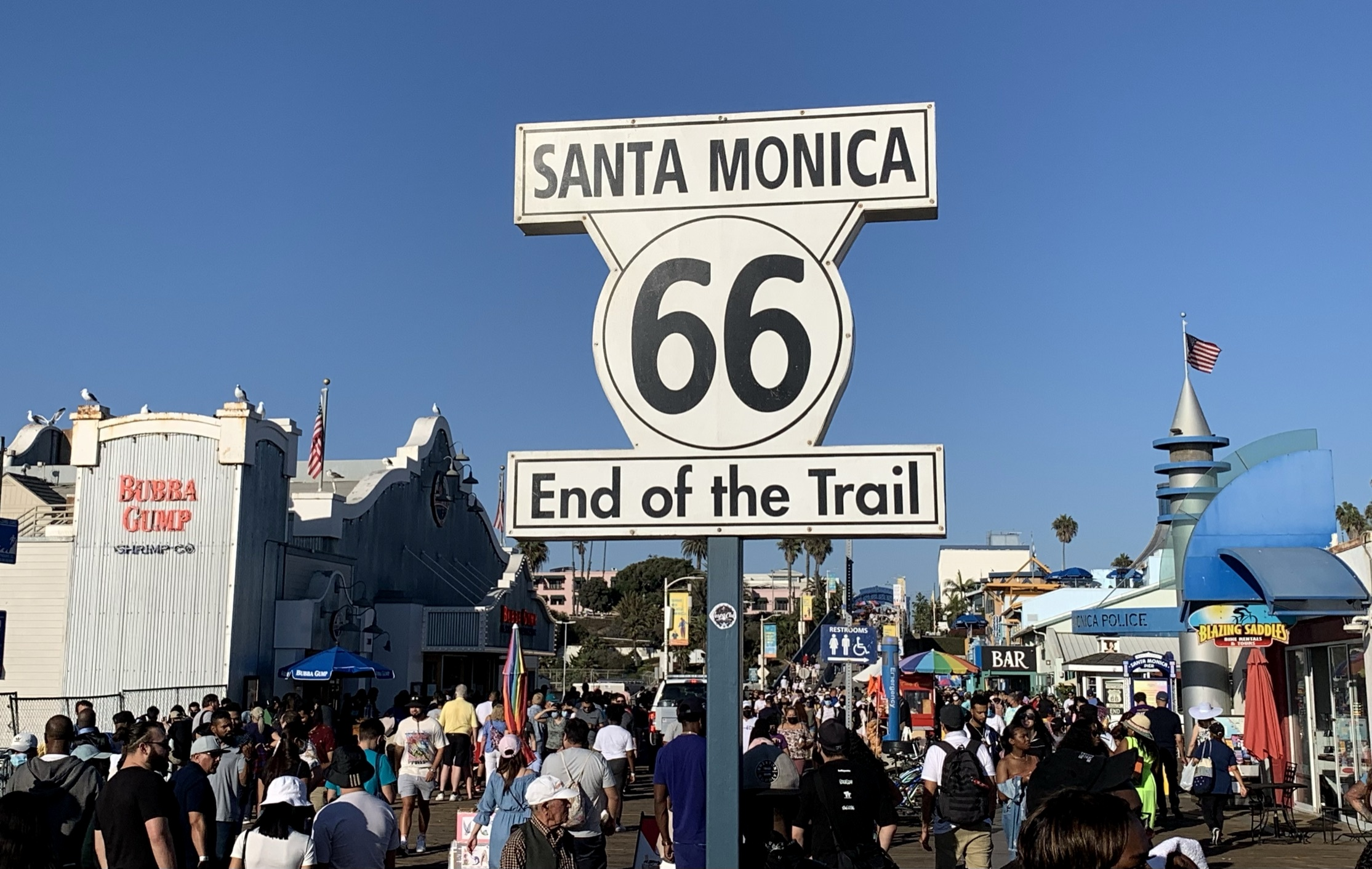
Letrero de la Ruta 66 en el muelle.

- La chica de CIPOL, The Mother Muffin Affair (1966), aunque está ambientado en Londres, tiene una escena de acción en el carrusel, la sala de juegos y varios lugares del muelle.
- The Mod Squad, Home Is in the Streets, episodio 3 de la temporada 4 (1971).
- The Rockford Files, episodio 1 de la temporada 1. En la primera escena de la serie, un autobús se detiene junto al muelle en el estacionamiento adyacente.
- Columbo, en el episodio The Most Crucial Game, el detective privado Dobbs se encuentra con Columbo en un restaurante (Ocean Side East Cafe) en el extremo del muelle, en la cubierta inferior.
- Los ángeles de Charlie, episodios The Sandcastle Murders y Angels in Waiting.
- The Incredible Hulk, el episodio King of the Beach fue grabado en el muelle.
- Three's Company, en los créditos de apertura de las temporadas 4 y 5.
- Star Trek: Voyager tiene un episodio que muestra al muelle en el Los Ángeles del siglo xx.
- South Park, el episodio Fishsticks termina con Kanye West saltando del Muelle de Santa Mónica para empezar una nueva vida como un pez gay.
- The Tonight Show with Jay Leno, en la cortinilla.
- South of Nowhere, en los créditos de apertura y en el episodio Girls Guide to Dating.
- The Suite Life of Zack and Cody, episodios The Suite Life Goes to Hollywood Pts. 1/2.
- La Tierra sin humanos, episodio Waves of Devastation.
- En Rocket Power aparece un muelle muy similar al Muelle de Santa Mónica.
- The Amazing Race, el Muelle de Santa Mónica fue la línea de salida de la quinta temporada.
- Terminator: The Sarah Connor Chronicles, Cromartie intenta seguir en el muelle a John Connor, quien roba un par de gafas de sol y una gorra a un vendedor para disfrazarse.
- NCIS: Los Ángeles, el episodio piloto empieza con el agente G. Callen despertándose en su pequeño apartamento con vistas del muelle.
- 24, Jack sigue a Fayed hasta el muelle y Gredenko recibe un disparo y muere bajo el muelle.
- Gilmore Girls, cuando Jess viaja a California para encontrar a su padre, que trabaja en el muelle.
- FlashForward, cuando Olivia y Charlie están en el muelle sin Mark. En el último episodio también aparece brevemente al fondo en una toma.
- Castle, episodio 22 de la temporada 3, To Love and Die in L.A.
- Chuck, cuando Chuck desactiva un coche bomba colocado por Laszlo debajo del muelle y se encuentra por primera vez con Laszlo en una de las salas de juego del muelle.
- La cuarta temporada de Hannah Montana está ambientada en Santa Mónica en lugar de Malibú, como las temporadas anteriores, y el muelle aparece con frecuencia porque Lilly trabaja en uno de sus puestos de juegos.
- Liv y Maddie, temporada 4, ambientada en California.
- 90210
- Welcome to the Family, en el episodio piloto de la temporada 1.
- Grey's Anatomy, episodios The Other Side of Life Pts. 1/2.
- Private Practice
- Keeping Up with the Kardashians, Kris y Khloé se reúnen con las chicas BG5 en el muelle.
- Monk, episodio Mr. Monk and the Birds and the Bees, en el que el detective Adrian Monk persigue por todo el parque de atracciones a un criminal que intenta deshacerse de las pruebas que podrían demostrar su culpabilidad. Finalmente es arrestado después de ser capturado en el muelle.
- Eva Luna, en el último episodio.
- America's Next Top Model, en el episodio 5 de la temporada 17.
- Big Time Rush
- Mentes criminales, en el episodio 7 de la temporada 8, The Fallen, y el episodio 12 de la temporada 5, The Uncanny Valley, el carrusel es donde se encontró el primer cuerpo.
- En The Mindy Project, hay escenas rodadas en el muelle a partir del episodio 13, LA.
- The Bold and the Beautiful, en los episodios 2416 y 2417 (emitidos en noviembre de 1996), Mike Guthrie mantiene cautiva a Maggie Forrester en el Pacific Park.
- Touch
- Drop Dead Diva
- Californication
- The Lying Game, en el episodio piloto de la temporada 1.
- Modern Family
- New Girl
- En Hart of Dixie, hay escenas grabadas en el muelle a partir del episodio 16, Carrying Your Love with Me.
- The Great Food Truck Race, en el episodio 1 de la temporada 6, All-American Road Trip.
- Goliath, la serie está rodada en Santa Mónica y en ella aparecen con frecuencia el muelle y el Pacific Park, así como otros monumentos de Santa Mónica.
- Stitchers, en el episodio 3 de la temporada 1, Connections, y el episodio 10 de la temporada 1, Full Stop.
- Lucifer, en el episodio 18 de la temporada 2, The Good, the Bad and the Crispy.
- 9-1-1
- She Spies
- Gossip Girl
- Penny Dreadful: City of Angels, en el episodio 3 de la temporada 1, Wicked Old World.
- The New Normal, en el episodio 22 de la temporada 1, The Big Day.
- Pacific Blue
- Fallout, en el episodio 1 de la temporada 1, The End.

### Videojuegos
- American Truck Simulator
- Cars: Race-O-Rama
- Rush
- Midnight Club: Los Angeles
- Tony Hawk's American Wasteland

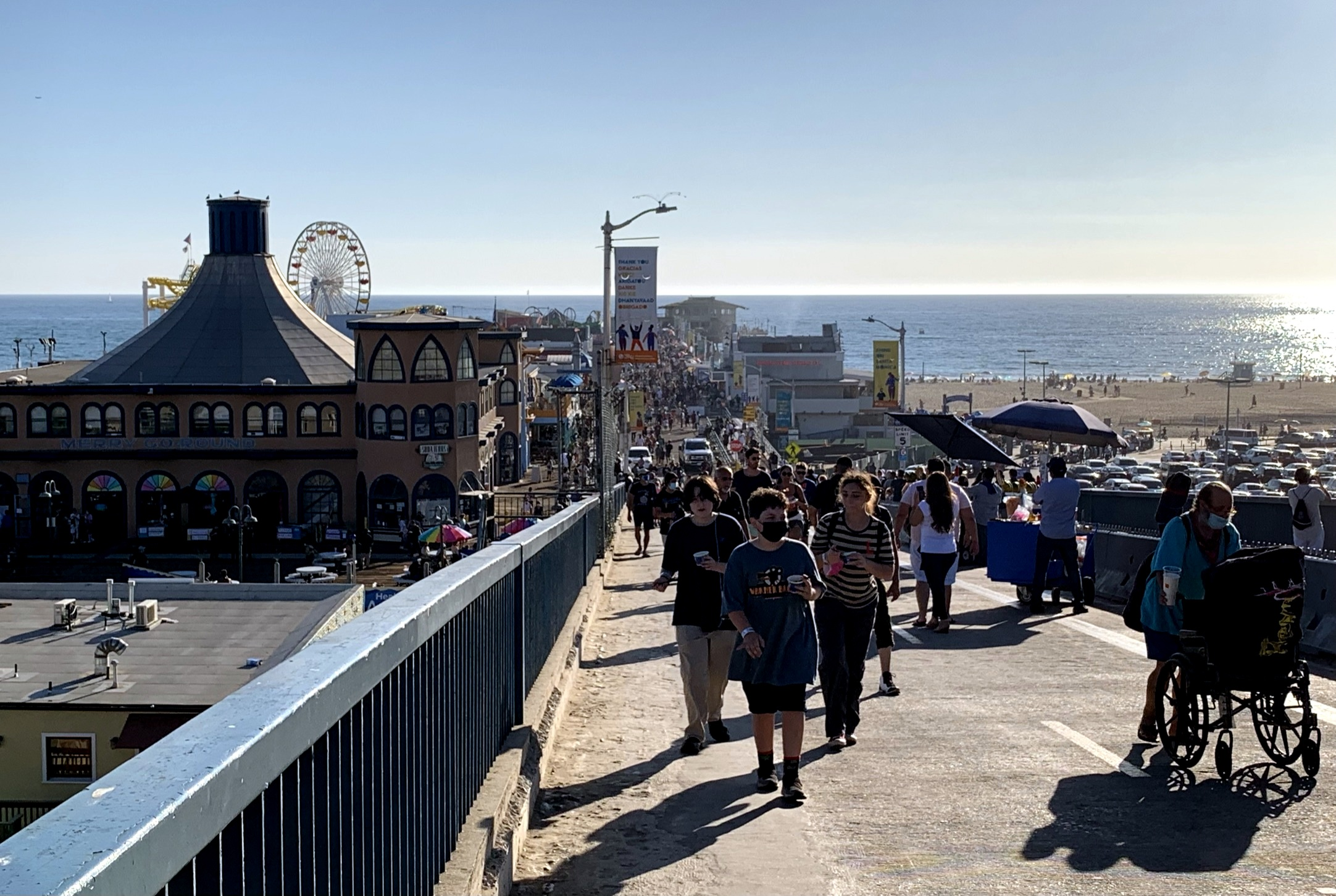
Vista del muelle en 2021.

- Vampire: The Masquerade – Bloodlines
- Grand Theft Auto: San Andreas[22]
- Grand Theft Auto V[23]
- LEGO City Undercover (en el distrito Paradise Sands)
- Mario Kart Tour y Mario Kart 8 Deluxe (como parte del circuito Los Angeles Laps)
- Dead Island 2

### Vídeos musicales

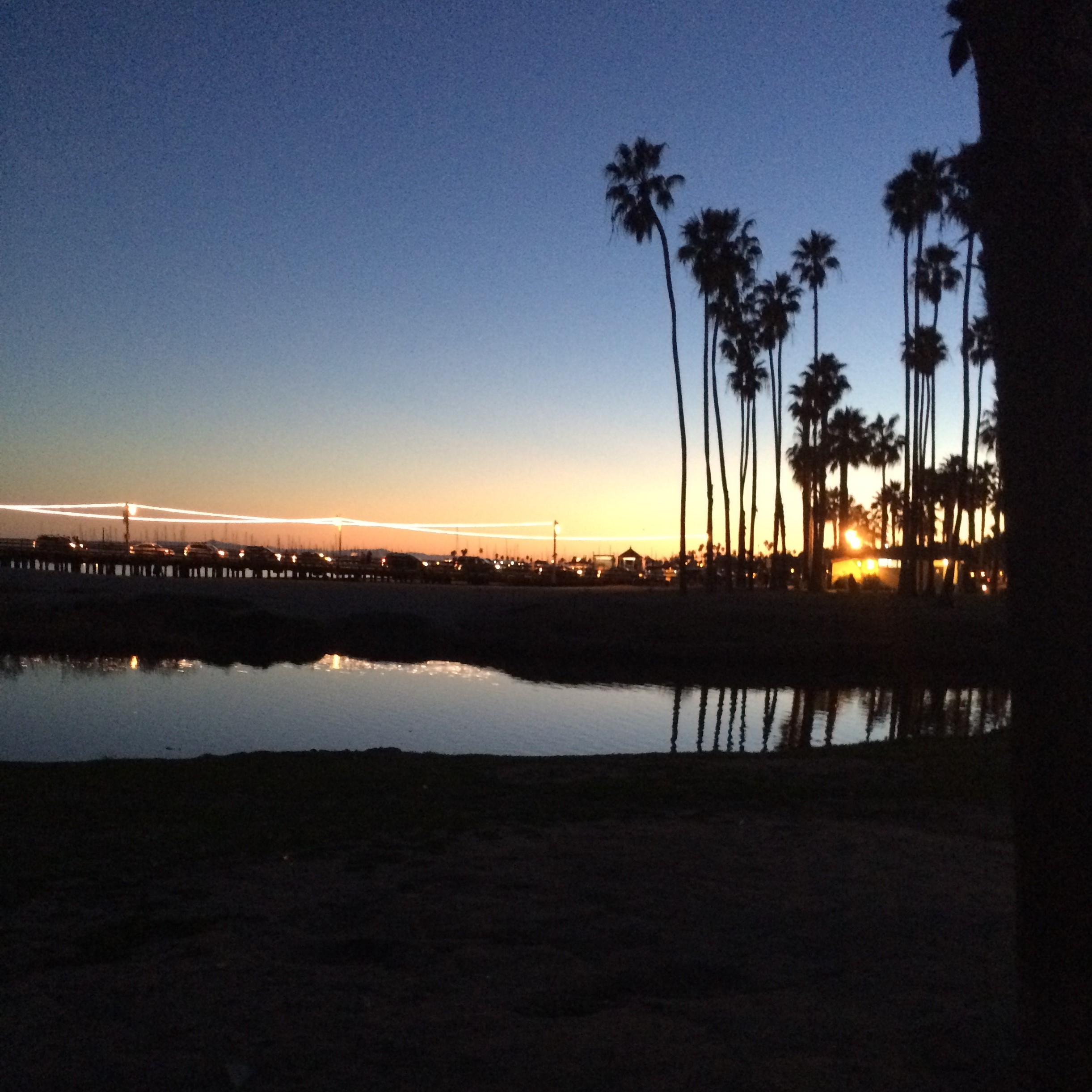
Vista desde la distancia del Muelle de Santa Mónica al atardecer en 2014.

- I'll Never Get Over You Getting Over Me de Exposé (1993)
- Bidi bidi bom bom de Selena (1994)
- Tales From The Westside de Proper Dos (1994)
- Father of Mine de Everclear (1998)
- Jamboree de Naughty by Nature (1999)
- Clarity de John Mayer (2003)
- Almost Lover de A Fine Frenzy (2007)
- Bring Our Brothers Home de MC Hammer (2007)
- A Headfirst Slide Into Cooperstown On a Bad Bet: A Weekend At Pete Rose's de Fall Out Boy (2008)
- Maybe California de Tori Amos (2009)
- Let's Get Crazy de Hannah Montana (2009)
- Kings and Queens de 30 Seconds to Mars (2009)
- 'Til Summer Comes Around de Keith Urban (2010)
- Beggin' on Your Knees de Victoria Justice (2011)
- Never Gonna Leave This Bed de Maroon 5 (2011)
- Do You Love Me Like You Used To de Best Coast (2012)
- The One de Tamar Braxton (2013)
- Paper Hearts de Tori Kelly
- No Way Out de Vicetone en colaboración con Kat Nestel (2015)[24]
- 4r Da Squaw de Isaiah Rashad (2016)[25]
- I'm Looking for Love de Landry M (2017)
- All I See de NateWantsToBattle (2017)